# Steven Luevano
Pour les articles homonymes, voir Luévano.
Steven Luevano est un boxeur mexicano-américain né le 3 mars 1981 à Los Angeles.

## Carrière
Il remporte la ceinture de champion du monde poids plumes WBO laissé vacante par Juan Manuel Márquez en battant par KO à la 11e reprise le britannique Nicky Cook le 14 juillet 2007.
Il conserve cette ceinture en battant aux points Antonio Davis le 6 octobre 2007, Terdsak Jandaeng le 15 mars 2008 puis fait match nul contre Mario Santiago le 28 juin 2008. Luevano domine à nouveau aux points Billy Dib le 28 octobre 2008 et le 15 août 2009, il bat Bernabe Concepcion par disqualification à la fin du 7e round.
Le 23 janvier 2010, il affronte Juan Manuel López au Madison Square Garden de New York et s'incline par arrêt de l'arbitre à la 7e reprise.